# Wanborough (Surrey)
Pour les articles homonymes, voir Wanborough.
Wanborough est un village et une paroisse civile du Surrey, en Angleterre. Il est situé dans l'ouest du comté, à environ six kilomètres à l'ouest de la ville de Guildford. Administrativement, il relève du district de Guildford. Au recensement de 2011, il comptait 335 habitants.